# Helmut Domke (Lyriker)
Helmut Domke (geboren am 19. April 1914 in Recklinghausen; gestorben am 5. November 1986 am Tegernsee) war ein deutscher Schriftsteller und Feuilletonist. Er studierte Philosophie, Literaturwissenschaft und Kunstgeschichte in Göttingen.  1939 wurde er, wohl mit einer Arbeit zu Hegels Kunstphilosophie, zum Dr. phil. promoviert.  Er schrieb vor allem Reisebücher zu Frankreich, Spanien (Jakobsweg) und Deutschland (hier vor allem zu den Landschaften am Rhein). Er war unter anderem für das Feuilleton der FAZ und des Rheinischen Merkur tätig.